# Skiploom
Skiploom (japanski: ポポッコ Popokko) jedan je od 1025 fiktivnih vrsta Pokémona iz medijske franšize Pokémon, skupa Pokémon videoigara, animiranih serija, manga stripova, knjiga, igraćih karata i drugih medija kojima je tvorac Satoshi Tajiri. Svrha je Skiplooma u videoigrama, animiranoj seriji i manga stripovima, kao i svrha ostalih Pokémona, borba s divljim Pokémonima – neukroćenim stvorenjima koje igrači i likovi pronalaze dok kreću na razne avanture – i pripitomljenim Pokémonima drugih Pokémon trenera.
Skiploomovo ime kombinacija je riječi "skip" = skakutati, i "bloom" = procvjetati, što se odnosi na cvijet na njegovoj glavi.

## Biološke karakteristike
Cvijet na njegovoj glavi procvjeta na temperaturi od 18° C. Kako temperatura zraka raste, cvijet se sve više otvara. Ovo Skiploomovu treneru dopušta da ga koristi kao termometar. Sposoban je lebdjeti u zraku te se služi ovom vještinom da bi se približio Suncu zbog lakšeg upijanja Sunčeve svjetlosti. Kada je sunce dovoljno jako, njegova sposobnost, Klorofil (Chlorophyll) udvostručuje njegovu brzinu.
Kada počne kišiti, cvijet se smjesta zatvara i Skiploom traži zaklon ispod drveta da se ne bi smočio, jer bi mu to onemogućilo lebdenje u zraku.

## U videoigrama
Skiplooma se može pronaći u sve tri verzije Pokémon Gold, Silver i Crystal. Može ga se pronaći i u Pokémon Colosseum. U Pokémon Gold i Silver, Skiploom se nalazi na Stazi 13 tijekom dana, ali ne i preko noći. U Pokémon Colosseum, Skiploom je jedan od Shadow Pokémona u gradu Pyrite. U Pokémon Ruby i Sapphire, mora ga se razmijeniti iz Pokémon Colosseum, jer je inače nedostupan. U Pokémon FireRed i LeafGreen, Skiplooma se ne može naći u divljini, ali ga se može razviti iz Hoppipa na 18. razini. Hoppipa se može naći na Sevii Otocima.

## U animiranoj seriji
Skiploomovo prvo pojavljivanje bilo je u epizodi 180. Ash, Misty i Brock naiđu na Skiplooma dok putuju kroz grad Ecruteak. Ovaj Skiploom pripada treneru Ephramu. Nakon borbe, Ashova Chikorita pobijedi Ephramovog Skiplooma. Ephram poziva društvo u njegov dom, gdje im kaže da se u gradu održava Turnir Travnatih Pokémona, te oni tada saznaju da je Ephram izazvao Asha samo radi pripreme zbog Turnira. Ash se također odluči prijaviti na natjecanje, kao i Tim Raketa. Ashov Bulbasaur i Ephramov Skiploom pobijede u svim mečevima te se oboje nađu u finalu. Skiploom na kraju pobjeđuje Bulbasaura koristeći Sunčevu zraku (Solar Beam) i Obaranje (Tackle), donijevši pobjedu svome treneru Ephramu.